# Los Angeles Rams 1973
La stagione 1973 dei Los Angeles Rams è stata la 36ª della franchigia nella National Football League e la 28ª a Los Angeles La squadra vinse per la prima volta dal 1945 tutte le 7 partite in casa, mentre in trasferta ebbe un record di 5-2, raggiungendo i playoff per la prima volta dalla fusione AFL-NFL. Questo fu il primo di otto titoli di division consecutivi, un record NFL all'epoca.
I Rams adottarono delle nuove uniformi, che rimasero in uso fino al 1994, l'ultima stagione del loro primo periodo a Los Angeles

## Scelte nel Draft 1973
| Scelte dei Rams nel Draft 1973 |        |                |               |                  |
| Giro                           | Scelta | Giocatore      | Ruolo         | College          |
| 1                              | 11     | Fred Dryer     | Defensive End | San Diego State  |
| 2                              | 31     | Cullen Bryant  | Running Back  | Colorado         |
| 2                              | 37     | Ron Jaworski   | Quarterback   | Youngstown State |
| 2                              | 42     | Jim Youngblood | Linebacker    | Tennessee Tech   |
| 3                              | 60     | Tim Stokes     | Tackle        | Oregon           |
| 4                              | 95     | Eddie McMillan | Cornerback    | Florida State    |

## Roster
| Roster dei Los Angeles Rams nel 1973 |
| --- |
| Quarterback - 21 John Hadl - 11 James Harris Running Back - 35 Tony Baker - 45 Jim Bertelsen - 32 Cullen Bryant - 34 Les Josephson - 30 Lawrence McCutcheon - 33 Rob Scribner - 38 Larry Smith Wide Receiver - 5 Dick Gordon - 29 Harold Jackson - 86 Rod Sherman - 84 Jack Snow - 82 Joe Sweet Tight End - 88 Pat Curran - 80 Bob Klein Offensive Linemen - 73 Charlie Cowan T - 50 Ken Iman C - 65 Tom Mack G - 61 Rich Saul C - 71 Joe Scibelli G - 75 John Williams T Defensive Linemen - 89 Fred Dryer DE - 67 Bill Nelson DT - 74 Merlin Olsen DT - 72 Phil Olsen DT - 85 Jack Youngblood DE Linebacker - 36 Ken Geddes - 52 Rick Kay - 64 Jack Reynolds - 58 Isiah Robertson - 66 Bob Stein - 59 Jim Youngblood Defensive Back - 44 Al Clark CB - 42 Dave Elmendorf SS - 41 Eddie McMillan CB - 20 Steve Preece S - 47 Charlie Stukes CB Special Team - 10 Dave Chapple P - 27 David Ray K                                                                                        |
| Legenda - I rookie sono in corsivo. - Il primo ruolo è il principale mentre gli eventuali successivi indicano i ruoli secondari. - (IR) sta per Injured Reserve ed indica la lista ristretta per un solo giocatore infortunato che può tornare ad allenarsi dopo la settimana 6 e a rientrare in prima squadra dopo che questa ha giocato 8 partite. - (NF-Inj.) / (NF-Ill.) stanno rispettivamente per Non-Football Injured e Non-Football Illness ed indicano le liste dove viene inserito un giocatore che ha un infortunio o una malattia non dipendente dal football americano. - (PUP) sta per Physically Unable to Perform ed indica la lista dove viene inserito un giocatore mentre è in attesa di recuperare la condizione fisica. Nella stagione regolare dopo la sesta partita giocata dalla propria squadra, il giocatore ha tempo tre settimane per riprendere ad allenarsi, più tre settimane aggiuntive dal suo rientro agli allenamenti per rientrare in prima squadra. |

## Calendario

### Stagione regolare
| Stagione regolare |                        |           |
| Turno             | Avversario             | Risultato |
| 1                 | at Kansas City Chiefs  | V 23–13   |
| 2                 | Atlanta Falcons        | V 31–0    |
| 3                 | at San Francisco 49ers | V 40–20   |
| 4                 | at Houston Oilers      | V 31–26   |
| 5                 | Dallas Cowboys         | V 37–31   |
| 6                 | Green Bay Packers      | V 24–7    |
| 7                 | at Minnesota Vikings   | S 10–9    |
| 8                 | at Atlanta Falcons     | S 15–13   |
| 9                 | New Orleans Saints     | V 29–7    |
| 10                | San Francisco 49ers    | V 31–13   |
| 11                | at New Orleans Saints  | V 24–13   |
| 12                | at Chicago Bears       | V 26–0    |
| 13                | New York Giants        | V 40–6    |
| 14                | Cleveland Browns       | V 30–17   |

### Playoff
| Playoff    |                  |                   |           |
| Turno      | Data             | Avversario        | Risultato |
| Divisional | 23 dicembre 1973 | at Dallas Cowboys | S 27–16   |

## Classifiche
| NFC West            |    |   |   |      |     |      |     |     |     |
|                     | V  | S | P | %    | DIV | CONF | PF  | PS  | STR |
| Los Angeles Rams    | 12 | 2 | 0 | .857 | 5–1 | 9–2  | 388 | 178 | V6  |
| Atlanta Falcons     | 9  | 5 | 0 | .643 | 4–2 | 7–4  | 318 | 224 | V1  |
| San Francisco 49ers | 5  | 9 | 0 | .357 | 2–4 | 4–7  | 262 | 319 | S2  |
| New Orleans Saints  | 5  | 9 | 0 | .357 | 1–5 | 4–7  | 163 | 312 | S1  |

## Premi
- Chuck Knox:

allenatore dell'anno